# El caçador
El caçador (títol original en anglès The Deer Hunter) és una pel·lícula estatunidenca-britànica dirigida per Michael Cimino estrenada el 1978.

## Argument
Tres treballadors de la siderúrgia en una petita ciutat de Pennsilvània, compromesos en la Guerra del Vietnam, seran marcats per l'atrocitat de la guerra, físicament o mentalment.
Els fets comencen el 1968 a Clairton, petita ciutat de Pennsilvània. Steven, Michael i Nick són tres obrers siderúrgics americans d'origen rus, que treballen a la fàbrica d'acer local, en companyia de dos altres amics, Stan i Axel, realitzant un treball perillós i penós, exposats al forn de fusió de l'acer al llarg de la jornada, que acaben en el bar de John, amic dels obrers. Durant el seu temps lliure, cacen cérvols a les muntanyes.
Steve es casa amb Angela, que estima i que diu que l'estima, encara que el seu embaràs no sigui seu. Un banquet celebra el matrimoni i la marxa dels tres amics, que aniran a la Guerra del Vietnam, després de la qual Steve confia a Nick el seu secret, i les seves angoixes en relació amb el nen d'Angela, i el futur que l'espera.
Durant la nit de noces dels joves casats, els quatre altres amics, acompanyats de John, aniran a caçar cérvols a la muntanya. És en aquesta ocasió de distensió, on es dibuixa el caràcter de Mike, difícil, tossut, i racional (sobretot negant-se a passar les seves botes a Stan), característiques que salvaran ulteriorment la seva vida i les dels seus amics.
Dos anys més tard, Steve, Nick i Mike es troben a la jungla en ple fangar del que és la guerra, i són capturats pels Vietcongs, que els empresonen entre els pilars envoltats de filferros espinosos d'una barraca de bambús, en un riu fangós.
A la cabana, els carcellers forcen els seus presoners a lluites de «ruleta russa»: dos jugadors, un revòlver amb una bala al carregador, les apostes. Un viu, l'altre mor. Steve dispara el primer. Escapa de poc a la bala fatal desviant el canó de la seva templa, i és enviat a un forat ple de rates recobert de barrots, d'on només emergeix la seva cara i les seves mans. Mike i Nick juguen un contra l'altre en un fals duel fratricida, i aconsegueixen abatre els seus carcellers i fugir, després d'haver alliberat Steve. Tots tres es deixen portar, ferits, enganxats a una soca flotant en el riu. Enganxats en un pont de lianes, un helicòpter intenta socórrer-los, però Steve i Mike cauen a l'aigua de dotze metres d'alçada, de resultes d'això Steve es trenca les dues cames en caure sobre unes roques, i surt del riu, portat per Mike, que el remet a uns policies vietnamites trobats en una carretera envaïda per una població en èxode.
Nick ha estat hospitalitzat en un servei psiquiàtric i cau en mans d'un traficant, Julien, després d'un passeig per Saigon on descobreix una timba on apostadors juguen molt fort a la ruleta russa. Mike és allà també, però no aconsegueix endur-se’n Nick, que deserta l'exèrcit després d'haver fet sensació guanyant una important suma de diners en la timba. De tornada a Clairton, Michael, turmentat pels seus records, no aconsegueix que reintegrar-se a la seva banda d'amics, malgrat la presència afectuosa de Linda, l'amiga de Nick abans de la seva marxa, que l'estima. S'assabenta que Steve ha tornat del Vietnam, i obté d'una Angela sense paraules un número de telèfon gargotejat sobre un paper, i amputat de les dues cames juga a la loteria sobre la seva cadira de rodes. Ensenya a Mike els lligalls de bitllets que li arriben de Saigon, sense que comprengui de què i de qui provenen aquests diners. Michael - que sospita des del matrimoni que Nick és el pare del fill d'Angela - entén que aquest ha trobat en les apostes de la ruleta russa un mitjà boig de pagar el seu deute a Steve, incapaç de subvenir a les necessitats de la mare i del nen. Mike torna a Saigon on, amb l'ajuda recalcitrant de Julià, troba Nick, drogat, que intenta treure'l de la ruleta russa però la sortida d'aquesta confrontació és fatal.
Com havia promès, Mike porta el cos de Nick, que s'ha matat amb un tret al cap jugant a la ruleta russa, al país, i és enterrat al cementiri de Clairton. Steve, surt de l'hospital i intenta reprendre una vida comuna amb Angela i el seu fill. Després de l'enterrament de Nick, els dos supervivents i els seus amics brinden a la seva memòria, i que Déu beneeixi Amèrica cantant God Bless America.

## Repartiment
- Robert De Niro: Michael "Mike" Vronsky
- John Cazale: Stan, anomentat "Stosh"
- John Savage: Steven Pushkov
- Meryl Streep: Linda
- Christopher Walken: Nickanor "Nick" Chevotarevitch
- George Dzundza: John Welch
- Chuck Aspegren: Peter "Axel" Axelrod
- Shirley Stoler: la mare de Steven
- Rutanya Alda: Angela Ludhjduravic-Pushkov
- Pierre Segui: Julien Grinda
- Joe Grifasi: Bandleader
- Richard Kuss: el pare de Linda

## Comentari
La pel·lícula és generalment considerada com una de les més notables sobre la guerra del Vietnam, per interessar-se menys en les escenes de guerra que en les de la psicologia dels personatges i dels traumatismes soferts, sobretot després de la seva tornada al país.
Aquesta segona pel·lícula de Cimino és igualment l'única de la seva magra filmografia que ha estat reconeguda des de la seva sortida com un incontestable èxit. És una gran obra mestra amb un punt de vista del tot original que se situa al costat de la classe obrera americana tan rarament filmada. És l'única pel·lícula que ens fa comprendre el que ha pogut ser la guerra del Vietnam sense explicar-nos-ho.

## Sobre la pel·lícula
- La pel·lícula té, entre d'altres, una seqüència d'antologia particularment notable, quan els botxins imposen als presoners jugar a la ruleta russa. Una onada de suïcidis per aquest mitjà s'hauria posat en marxa arran de la pel·lícula.
- La pel·lícula és igualment coneguda per a alguns errors d'enllaços notables, sobretot quan l'helicòpter va a salvar dos dels herois, es veu clarament un pla en el qual dues persones hi són suspeses, mentre que en cap moment l'acció no justifica o no explica aquesta presència.
- Tenint lloc parcialment a Pennsilvània, la pel·lícula ha estat en realitat rodada a Mingo Junction, a Ohio.
- El director Michael Cimino va convèncer Christopher Walken d'escopir a la cara de Robert De Niro sense que aquest ho sàpiga abans en l'escena de la ruleta russa a Hanoi. Quan ho ha va fer, la sorpresa de De Niro va ser verdadera i va amenaçar d'anar-se del plató de rodatge a causa d'això.
- Robert De Niro va declarar més tard que el rodatge d'aquesta pel·lícula l'havia esgotat completament.
- Chuck Aspegren no era un actor quan va ser escollit per interpretar un paper a la pel·lícula. Robert De Niro i Michael Cimino l'havien conegut en preproducció quan havien visitat una fàbrica d'acer on era cap de taller. Van quedar tan impressionats per la seva interpretació, que li van oferir el paper d'Axel.
- El bar on els obrers fan passar la set després de la seva jornada de treball es va construir en un magatzem buit de Mingo Junction (Ohio), i va costar 25.000 dòlars. Més tard, es va convertir en un verdader bar freqüentat pels treballadors locals.
- Robert De Niro i John Savage van fer les seves pròpies escenes de risc mentre queien de l'helicòpter al riu.
- John Cazale tenia càncer quan va rodar la pel·lícula i les escenes on apareixia van ser filmades en primer lloc. Va ser la seva última pel·lícula i va morir abans de l'estrena. Meryl Streep, llavors la seva companya, va acceptar un paper secundari per a ser al seu costat.
- Van caldre 5 dies de rodatge per a l'escena del matrimoni. Va ser contractat un sacerdot autèntic. L'església utilitzada és l'església ortodoxa russa de Cleveland (Ohio).[3]
- Roy Scheider havia d'interpretar en un principi el paper de Michael.
- Les bufetades donades durant l'escena de la ruleta russa pels carcellers vietnamites eren autèntiques. Els actors atacats estaven molt estressats i un se’n pot adonar quan es mira la pel·lícula.
- L'escena on John Savage crida: «Michael, hi ha rates aquí!» s'adreçava en realitat a Michael Cimino. Savage volia que se'l tragués de l'aigua on se l'havia posat, ja que hi havia efectivament rates al riu. Cimino va decidir guardar l'escena per a la pel·lícula.
- El rodatge de la pel·lícula va durar 6 mesos, tot l'estiu i la tardor del 1977. Les escenes vietnamites van ser rodades a Tailàndia. El riu de la pel·lícula és el riu Kwai.
- Algunes crítiques de la pel·lícula van dir que el joc de la ruleta russa mai no va estar una pràctica corrent durant la guerra del Vietnam.
- En el guió original, és Nick (Christopher Walken) qui torna als Estats Units i Mike (Robert De Niro) qui continua al Vietnam enganxat al joc de la ruleta russa.
- Va ser el primer gran paper en el cinema de Meryl Streep, que va rodar aquesta pel·lícula per ser al costat de John Cazale, el seu company de l'època, afectat per un càncer. En el guió, el paper de l'actriu és un segon paper menyspreable. Però per donar més importància al personatge de Linda, que encarna, va estar encarregada d'escriure les seves rèpliques. A més, va amenaçar els estudis de deixar la pel·lícula si acomiadaven John Cazale, del qual els productors s'havien assabentat que estava malalt i que volien reemplaçar-lo.
- La pel·lícula és classificada en el lloc 79 del Top 100 de l'American Film Institute

## Premis i nominacions

### Premis
- 1979: Oscar a la millor pel·lícula per Barry Spikings, Michael Deeley, Michael Cimino i John Peverall[4]
- 1979: Oscar al millor director per Michael Ciminol[4]
- 1979: Oscar al millor actor secundari per Christopher Walkenl[4]
- 1979: Oscar al millor muntatge per Peter Zinnerl[4]
- 1979: Oscar al millor so per Richard Portman, William L. McCaughey, Aaron Rochin i C. Darin Knightl[4]
- 1979: Globus d'Or al millor director per Michael Cimino
- 1980: BAFTA a la millor fotografia per Vilmos Zsigmond
- 1980: BAFTA al millor muntatge per Peter Zinner

### Nominacions
- 1979: Oscar al millor actor per Robert de Nirol[4]
- 1979: Oscar a la millor actriu secundària per Meryl Streepl[4]
- 1979: Oscar al millor guió original per Michael Cimino, Deric Washburn, Louis Garfinkle i Quinn K. Redekerl[4]
- 1979: Oscar a la millor fotografia per Vilmos Zsigmondl[4]
- 1979: Globus d'Or a la millor pel·lícula dramàtica
- 1979: Globus d'Or al millor actor dramàtic per Robert de Niro
- 1979: Globus d'Or al millor actor secundari per Christopher Walken
- 1979: Globus d'Or a la millor actriu secundària per Meryl Streep
- 1979: Globus d'Or al millor guió per Deric Washburn
- 1980: BAFTA a la millor pel·lícula
- 1980: BAFTA al millor director per Michael Cimino
- 1980: BAFTA al millor actor per Robert de Niro
- 1980: BAFTA al millor actor secundari per Christopher Walken
- 1980: BAFTA a la millor actriu secundària per Meryl Streep
- 1980: BAFTA al millor guió per Deric Washburn
- 1980: BAFTA a la millor música per C. Darin Knight, James J. Klinger i Richard Portman